# Juncus mollis
Juncus mollis är en tågväxtart som beskrevs av Lawrence Alexander Sidney Johnson. Juncus mollis ingår i släktet tåg, och familjen tågväxter. Inga underarter finns listade i Catalogue of Life.